# K. K. Downing
Kenneth Downing Jr., detto K.K. (West Bromwich, 27 ottobre 1951), è un chitarrista e compositore britannico.
È stato tra i membri più longevi della band heavy metal Judas Priest, con Ian Hill. Assieme al chitarrista Glenn Tipton ha formato una delle prime grandi coppie di chitarristi metal che si alternano nelle parti ritmiche e soliste.
Compositore dotato di una certa duttilità, è il principale autore assieme a Tipton e Rob Halford di quasi tutti i pezzi del gruppo. Il 20 aprile 2011 annuncia il suo ritiro dalla band per una rottura dal punto di vista professionale tra lui, gli altri elementi della band e il management; nel 2020 fonda i KK's Priest, per rendere omaggio al suo passato e proseguire la propria carriera.

## Infanzia
Downing abbandona la scuola all'età di 15 anni. In seguito viene cacciato di casa all'età di 16 anni e da allora non ha più avuto rapporti con i suoi genitori. Non aveva molte ambizioni, fino a quando non prese in mano una chitarra.

## Stile e Tecnica
Influenzato da Jimi Hendrix, Downing acquista la sua prima chitarra a 16 anni. Secondo un'intervista a Guitar One Magazine, Downing trova poco sostegno dai genitori per la carriera scelta. Questo non cambia nemmeno quando i Judas Priest raggiungono il successo commerciale e di critica in tutto il mondo. Insieme al suo compagno di scuola e fondatore del gruppo Ian Hill, Downing si dedica esclusivamente alla band per oltre 35 anni.
Downing viene notato per la sua aggressività e per i suoi duelli col collega Glenn Tipton. Lo stile dei suoi assoli rimane pressoché simile per la maggior parte della carriera, ma nel corso degli anni ha inserito varie tecniche nel suo modo di suonare. Rispetto a Tipton i suoi assoli tendono a includere suoni più duri, più grezzi e spesso si concentrano sulla velocità e sulla "ferocia" rispetto all'accuratezza e alla melodia.
Nel 1978 Tipton ha iniziato a includere nel suo stile anche il tapping, stile che anche Downing ha iniziato a utilizzare molto bene. Nel 1990 entrambi i chitarristi iniziano a utilizzare la complessa tecnica dello sweep-picking che si può sentire nella loro title track Painkiller dell'omonimo CD del 1990. Da allora entrambi hanno utilizzato questa tecnica.
Nei primi anni della carriera dei Judas Priest, Downing ha fatto uso del pedale wah-wah, ma ha iniziato a limitare il suo uso alla fine degli anni '70 per poi abbandonarlo completamente verso la metà degli anni '80. L'unica volta che Downing ne ha rinnovato l'uso è stato nel 1996 con il nuovo cantante Tim "Ripper" Owens, con cui ha iniziato una serie di sperimentazioni. Una di queste è il ritorno del wah-wah, che può essere ascoltato nell'album Jugulator del 1997 e nel successivo Demolition del 2001, Downing ha continuato ad usare il pedale anche dopo il ritorno di Rob Halford nel gruppo.

## Riconoscimenti
- È stato classificato al 23º posto da Rock Magazine nella lista dei migliori chitarristi Metal.
- È stato classificato al 13º posto da Guitar World nella lista dei migliori chitarristi Metal.

## Discografia

### Con i Judas Priest
- 1974 - Rocka Rolla
- 1976 - Sad Wings of Destiny
- 1977 - Sin After Sin
- 1978 - Stained Class
- 1979 - Killing Machine (pubblicato come Hell Bent for Leather negli USA)
- 1979 - Unleashed in the East (live)
- 1980 - British Steel
- 1981 - Point of Entry
- 1982 - Screaming for Vengeance
- 1984 - Defenders of the Faith
- 1986 - Turbo
- 1987 - Priest...Live! (live)
- 1988 - Ram it Down
- 1990 - Painkiller
- 1997 - Jugulator
- 1998 - '98 Live Meltdown (live, doppio)
- 2001 - Demolition
- 2002 - Live in London (live)
- 2005 - Angel of Retribution
- 2008 - Nostradamus

### Con i KK's Priest
- 2021 - Sermons of the Sinner
- 2023 - The Sinner Rides Again